# القريطي (أسلم)

تعديل مصدري - تعديل

القريطي هي إحدى قرى عزلة أسلم الوسط بمديرية أسلم التابعة لمحافظة حجة، بلغ تعداد سكانها 74 نسمة حسب تعداد اليمن لعام 2004.